# ハワイ・パブリック・ラジオ
ハワイ・パブリック・ラジオ（英語: Hawaii Public Radio、略称：HPR）は、米国ハワイ州の公共ラジオ放送会社である。現在、HPRは2つのラジオ・チャンネル、各地のラジオ局、テレビ局を運営している。

## 歴史
ハワイ・パブリック・ラジオの歴史は、ラジオ局KHPRから始まった。 1981年11月13日、このラジオ局は、当時米国で放送中の最小のステーションのひとつで、スタッフは2人で行われていた。最初のスタジオはハワイ大学マノア校のキャンパスの賃貸部屋にあり、1987年に現在のスタジオ（738 Kāheka St., Honolulu, HI 96814）に移った。その1年後、HPRは全米ナショナル・パブリック・ラジオのネットワークに参加し、マウイ島に2番目の局を開設した。
1989年に、HPRは「ニュースと情報」中心のKIPOを開局し、プログラムの提供を拡大した。その後、2017年2月からはHPR1（KHPR発、ニュース中心）とHPR2（KIPO発、クラシック音楽中心）となって、この2ラジオチャンネルがハワイ諸島全島へ中継されている。
HPRへの資金提供は、その65％は2011年に聴取者による自発的な寄付によるものであった。毎年春と秋には、企業、団体および個人へ向けて寄付への呼び掛けが一週間、番組の間隙を縫って行われ、ボランティアによる寄付金の電話受付も盛んである。
9,000人以上の参加者を集めてホノルルで開催された国際自然保護連合2016について、HPRは報告している。

## 放送発信局
放送のおもな発信局として次があるが、発信局の名称放送（コールサイン）およびハワイ各地のニュースなどはなく、HPR1またはHPR2のハワイ全州の統一した放送があるのみである。
HPR1（ニュースとトークショー）

KANO（89.1 FM）- ヒロ

KHPH（88.7 FM）- カイルア

KHPR（88.1 FM）- ホノルル

KIPL（89.9 FM）- リフエ

KKUA（90.7 FM）- ワイルク

HPR2：（クラシック音楽）

KAHU（91.3 FM）- パハラ

KIPH（88.3 FM）- ハナ

KIPM（89.7 FM）- ワイカプ

KIPO（89.3 FM）- ホノルル
上記の他、沢山の中継局、リピーター局が全島にある。
また、インターネットのストリーミングで、世界中で聞くことができる。

## プログラム
ハワイ・パブリック・ラジオにはHPR1とHPR2の二つのチャネルがあり、各地の局とリピーターを通じて全ハワイ州へ、インターネットを通じて全世界へ放送されている。
HPR-1（KHPRが基地局）は現在、「ニュースとトークショー」と「ジャズとハワイ音楽」が中心である。時事ニュースは毎時に5分間あり、昼間と夜間にはその内4分のNPRワシントンD.C.本部からのニュース、続いて1分のホノルルからのハワイ・ニュースで、夜間にはBBCワールドニュースが中継される。
ウィークデーの午前には、
- Morning Edition
- The Takeaway
- Here and Now
- The Conversation

ウィークデーの午後には、
- The World（ボストンのWGBH、PRI、BBCワールドサービス共同制作）
- On Point（ボストンのWBUR作成）
- All Things Considered（NPR作成）
- Fresh Air（フィラデルフィアのWHYY作成）
- Marketplace（APM作成）
- Says You!（ボストンのWGBH作成） - 言葉のクイズ番組

などのナショナル・パブリック・ラジオ（NPR）およびPRIに所属する他局が制作した番組を放送する。
また、米連邦議会で重要な公聴会があると、その全容を現場中継する。
金・土・日曜日にはウィークエンド向けの番組に変わり、
- Weekend Edition - ニュース番組
- プレーリー・ホーム・コンパニオン（A Prairie Home Companion） - カントリー・ミュージックのバラエティ番組
- Rick Stevesの世界旅行番組
- サイエンス・フライデー - 毎週金曜日、Ira Flatowがホストで最近話題の科学関係の話題。
- Studio 360芸術・文化番組
- Sunday Puzzle - Will Shortzのパズル番組
- Ask Me Another - Ophira Eisenberg司会のクイズ番組

などがある。
HPR自身が制作する番組も、
- Asia Minute - アジア関係ニュース
- Pacific Minute - 太平洋地域のニュース
- The Body Show
- Kanikapila Sunday - カニカピラ・ハワイ音楽
- Hawaiian Word of the Day - ハワイ語の解説
- Stargazer - 天文関係
- Bytemarks Cafe - ハワイでの最新技術について
- Helping Hand
- The Conversations

など、様々に行われている。
HPR-2（KIPOが基地局）は現在、「クラシック音楽」が中心になっている。WQEDなど全米各地の交響楽団の放送を中心に行なっているラジオ局の番組の再放送なども行われる。

## 異常事態放送
公共放送として、大雨予報などの異常事態放送が、通常の放送を中断して時々行われる。また、非常事態の練習放送が毎月に行われている。

## 参照項目
- ハワイの音楽